# Ґезково
Ґезково (пол. Giezkowo, нім. Gieskow) — село в Польщі, у гміні Свешино Кошалінського повіту Західнопоморського воєводства.
У 1975-1998 роках село належало до Кошалінського воєводства.